# Miereneters
De miereneters (Vermilingua) vormen een onderorde van zoogdieren van de orde luiaards en miereneters (Pilosa). Ze komen voor in Midden- en Zuid-Amerika. Tegenwoordig leven er nog vier soorten, en er zijn maar weinig fossielen bekend.

## Taxonomie
Orde: Luiaards en miereneters (Pilosa)
- Onderorde: Folivora (Luiaards)
- Onderorde: Vermilingua (Miereneters)
  - Familie: Cyclopedidae (Dwergmiereneters)
    - Geslacht: Cyclopes[1]
      - Soort: Cyclopes catellus
      - Soort: Cyclopes didactylus (Dwergmiereneter)
      - Soort: Cyclopes dorsalis
      - Soort: Cyclopes ida
      - Soort: Cyclopes rufus
      - Soort: Cyclopes thomasi
      - Soort: Cyclopes xinguensis

    - Geslacht: Palaeomyrmidon †

  - Familie: Myrmecophagidae (Echte miereneters)
    - Geslacht: Neotamandua †
    - Geslacht: Promyrmecophagus †
    - Geslacht: Protamandua †
    - Geslacht: Myrmecophaga (Reuzenmiereneters)
      - Soort: Mymecophaga tridactyla (Reuzenmiereneter)

    - Geslacht: Tamandua (Boommiereneters)
      - Soort: Tamandua mexicana (Noordelijke boommiereneter)
      - Soort: Tamandua tetradactyla (Zuidelijke boommiereneter)

De dwergmiereneters worden wel tot de echte miereneters gerekend. Het geslacht Eurotamandua wordt nu meestal gezien als het enige lid van de orde Afredentata, die tot de Afrotheria behoort, in plaats van als een miereneter.

## Voortplanting en ontwikkeling

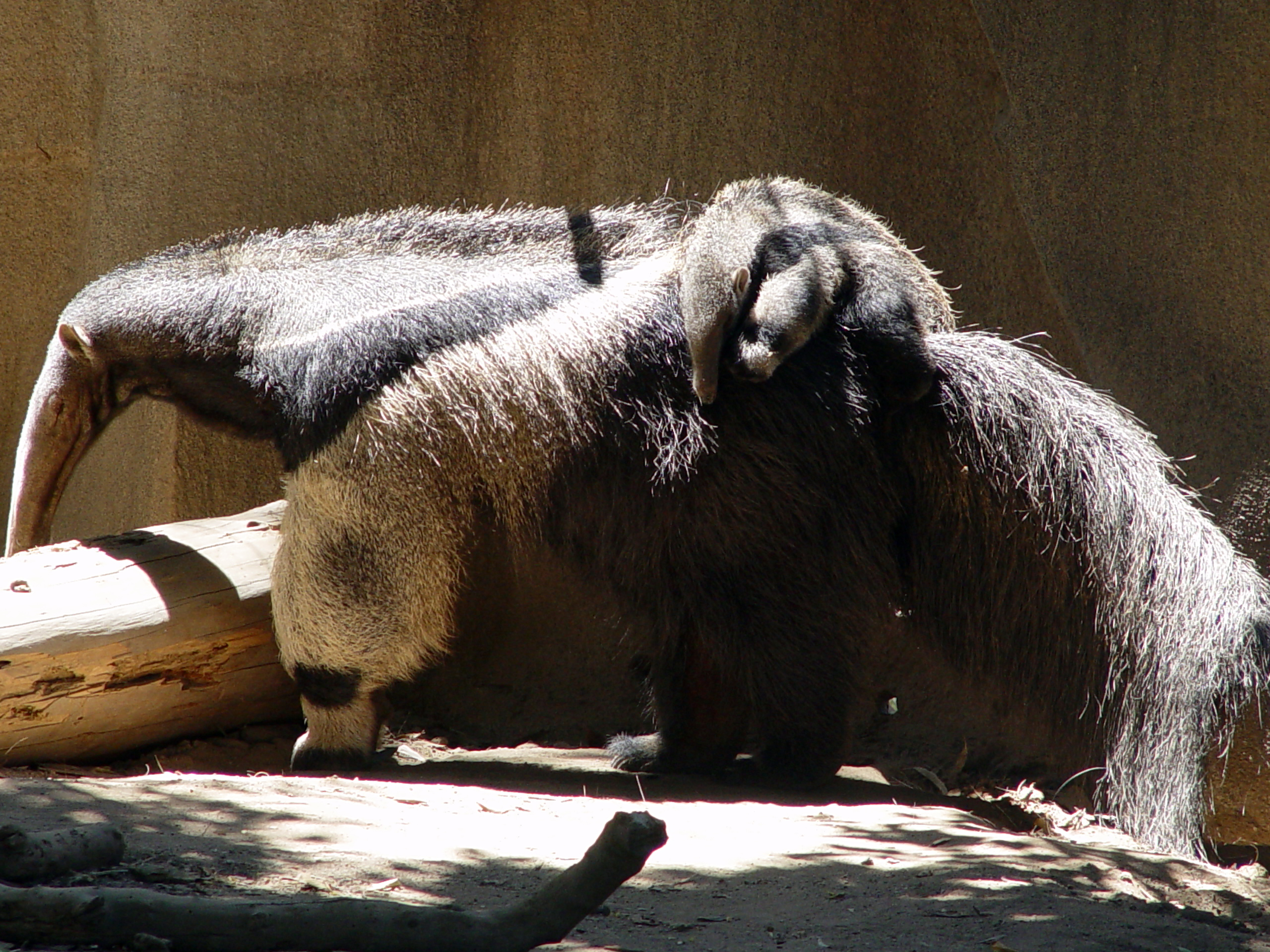
Direct na de geboorte klimt de baby in de vacht op de rug van de moeder.

De relatie tussen mannetjes en vrouwtjes in het wild is niet goed gedocumenteerd, waardoor het niet precies bekend is hoe en wanneer miereneters van het andere geslacht elkaar vinden en wat de rituelen zijn tijdens het relatieproces. Toch zijn er verschillende waarnemingen van antagonistische interacties tussen mannetjes. Dit suggereert dat miereneters bepaalde gebieden tot op zekere hoogte verdedigen. Sommige wetenschappers geloven dat het paren van wilde miereneters plaatsvindt in het najaar van het zuidelijk halfrond, zo rond maart tot en met mei. Dit gebeurt waarschijnlijk tijdens een korte ontmoeting. Anderen suggereren dat het paren in het wild het hele jaar plaats kan vinden. Wanneer miereneters paren, gaan de mannelijke miereneters (die meestal groter zijn dan het vrouwtje), op het vrouwtje liggen dat op haar zij ligt en beginnen te paren.
De draagtijd duurt ongeveer 180 dagen. Het vrouwtje bevalt in een tweevoetige positie, ondersteund door haar staart. Meestal bevallen miereneters maar van een jong per keer en worden de baby's volledig bedekt met bont en markeringen geboren. Het is daarom ook zeldzaam wanneer er een tweeling geboren wordt. Er kan bij een miereneter alleen gekeken worden of het een jongen of een meisje is door middel van DNA-onderzoek. Direct na de geboorte, klimmen de pasgeborenen in de vacht van hun moeder terwijl de moeder haar baby schoonlikt. De zoogtijd duurt ongeveer 6 maanden. De vrouwtjes hebben de borstklieren lateraal gelegen van de oksels op de borst of de buik.
Gedurende een groot deel van zijn eerste levensjaar rijdt een jonge miereneter mee op de rug van zijn moeder. Na enkele maanden verlaat een jonge miereneter zijn moeder af en toe, tenzij hij moe of bang is, waarna hij weer bescherming zoekt bij zijn moeder. Het jong blijft bij zijn moeder tot het bijna volgroeid is, zo'n twee jaar, of totdat de moeder weer zwanger wordt. Na die tijd zal een miereneter zijn moeder verlaten om zijn eigen leven te leiden. Miereneters zijn geslachtsrijp tussen de 2,5 en 4 jaar.

## Leefgebied
Miereneters leven in de graslanden, loofbossen en regenwouden van Zuid- en Midden-Amerika. Hoewel ze het meest voorkomen in Zuid-Amerika, kunnen ze overal worden gevonden van het zuidelijkste puntje van Mexico tot aan Centraal- en Zuid-Amerika, zo ver als het zuiden van Uruguay en het noordwesten van Argentinië.
Miereneters zwerven rond op plekken zoals savannes, vochtige bossen, moerassen en alle plaatsen waar mieren en termieten in overvloed zijn. Miereneters zijn waarschijnlijk territoriaal, waarbij hun grondgebied varieert van ongeveer een vierkante kilometer voor volwassen mannetjes en ongeveer 1,5 vierkante kilometer voor volwassen vrouwtjes. De dieren zijn echter zwervers, en verblijven niet voor een lange tijd op dezelfde plek. Nadat ze hun dag hebben doorgebracht met het zoeken naar voedsel, vinden ze 's nachts onderdak in boomstronken of holle boomstammen, of graven ze een kleine kuil in de grond.
Miereneters zijn te vinden in zowel dichtbevolkte gebieden als gebieden met landbouw. Hun slaappatroon is afhankelijk van de menselijke bevolkingsdichtheid van het gebied waarin ze leven. Hoe meer het gebied bevolkt is, hoe groter de kans dat de miereneters 's nachts het actiefst zijn en zich overdag schuilhouden.

## Voedsel
Miereneters zijn het grootste deel van hun dag op zoek naar voedsel en hebben - zoals de naam al aangeeft - zich gespecialiseerd in het eten van mieren en termieten. Elke mierenetersoort heeft zijn eigen voorkeuren als het gaat om insecten: kleine soorten zijn gespecialiseerd in het eten van insecten die leven op bomen en kleine takken, terwijl grotere soorten de harde bekleding van nesten bij insecten binnendringen. Met de klauwen van zijn voorpoten maakt hij de vaak zeer harde heuvels van de insecten open. Wanneer de insecten vervolgens naar buiten rennen, vangt hij ze met zijn wormvormige, kleverige tong. Om beten, steken, en andere verdedigingsmiddelen van insecten te vermijden, hebben miereneters de strategie om zo veel mogelijk mieren en termieten zo snel mogelijk op te likken. Een miereneter besteedt normaal ongeveer een minuut bij een nest voor dat hij naar een andere gaat. Een grote miereneter moet minstens 200 nesten bezoeken om de duizenden insecten op te eten die hij nodig heeft om aan de calorie-eisen te voldoen.
Alle miereneters hebben een sterk verlengde voorsnuit met een dunne tong die langer is dan de hoofdlengte. De tong van de miereneter is bedekt met duizenden kleine haken die worden gebruikt om alle insecten bij elkaar te houden met grote hoeveelheden speeksel. Slikken en het bewegen van de tong wordt geholpen door het heen en weer bewegen van de kaken. De mond heeft een tubevorm met lippen maar geen tanden of kiezen waardoor een kauwbeweging en voorvertering ontbreekt. De maag van een miereneter heeft om dit te compenseren, net als bij een spiermaag van een vogel, geharde plooien en maakt gebruik van sterke contracties om de insecten te verteren, een verteringsproces dat wordt bijgestaan door kleine hoeveelheden ingenomen zand en aarde. De tong is bevestigd aan het borstbeen en beweegt zeer snel in en uit de bek, tot wel 150 keer per minuut.

## Gedrag

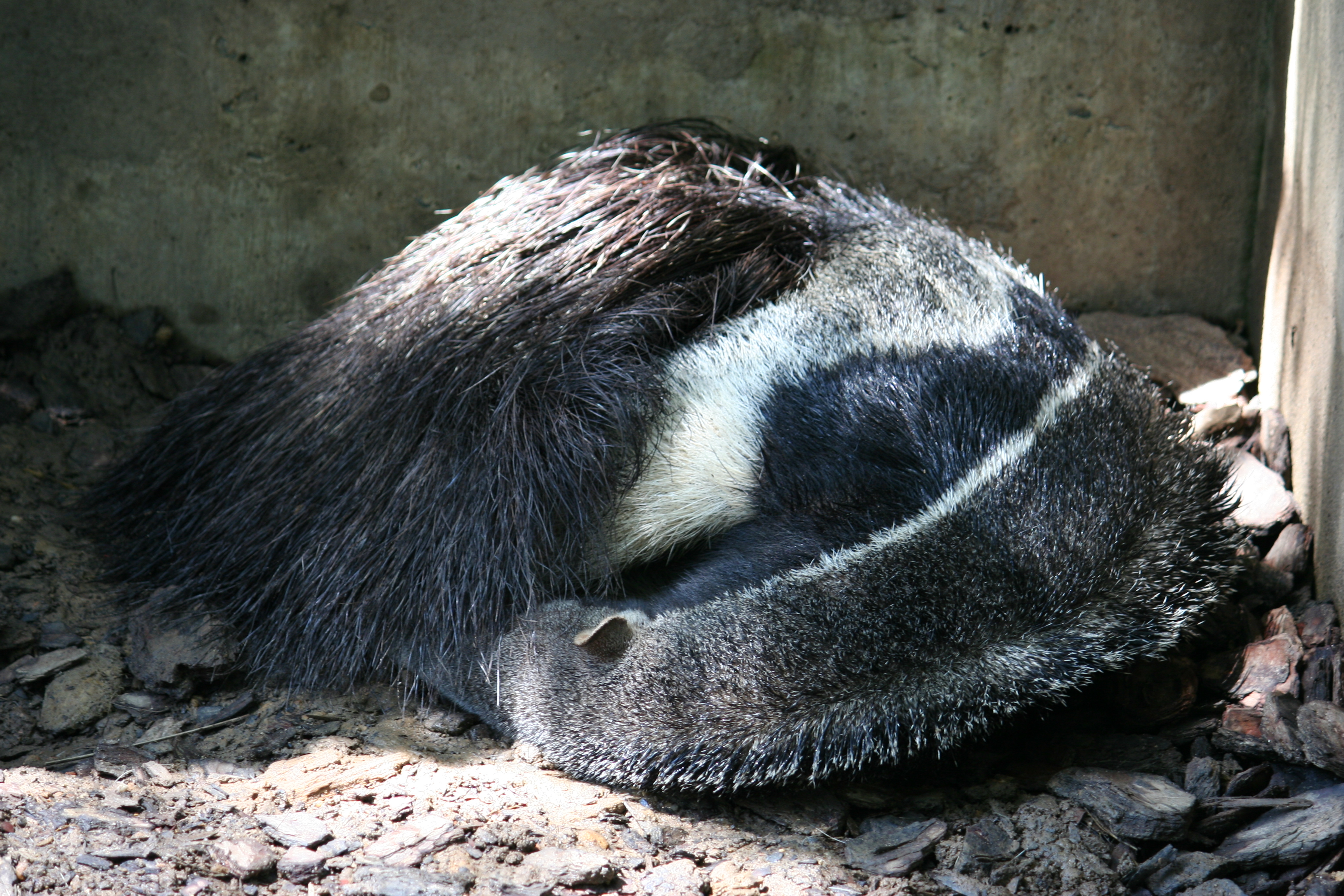
Een slapende miereneter waarbij het duidelijk zichtbaar is dat zijn staart een deel van zijn lichaam bedekt.

Miereneters lijken solitaire dieren te zijn. Ze hebben geen permanente rustplaats of nest waar ze regelmatig naar terugkeren. Er zijn echter studies die suggereren dat ze wel degelijk bepaalde gebieden hebben die ze verdedigen. De enige uitzondering op hun solitaire leven lijkt het paren met een ander geslacht te zijn en wanneer een moeder en jong voor het eerste jaar van zijn leven samen zijn.
Elke nacht zoekt een miereneter een afgelegen plek op om te gaan slapen en krult zichzelf op, terwijl zijn lange pluimstaart zijn hoofd en lichaam afdekt. Het zijn lichte slapers die bij het minste geluid wakker zullen worden. Dit is waarschijnlijk deels te wijten aan het feit dat miereneters solitaire dieren zijn en zichzelf dus van het ene op het andere moment moeten kunnen verdedigen.
Geur is ook belangrijk voor het gedrag van een miereneter. Onderzoek heeft uitgewezen dat miereneters de bijzondere soorten van mieren en termieten kunnen herkennen aan de geur voordat ze het nest van de dieren openmaken om ze vervolgens op te eten.
Terwijl sommige miereneters actief tijdens de dag lijken te zijn en 's nachts slapen, lijken anderen juist het tegenovergestelde te doen. Miereneters die vooral overdag actief zijn schijnen vooral veel voor te komen in gebieden ver van de bewoonde wereld, terwijl miereneters die vooral 's nachts actief zijn in dicht (door mensen) bevolkte gebieden leven. 
Hoewel uit sommige onderzoeken blijkt dat voorouderlijke miereneters misschien tweevoetig zijn geweest, lopen de huidige miereneters op handen en voeten met hun neus dicht bij de grond. Ze staan bekend als "knokkel-lopers", omdat ze eigenlijk leunen op hun voorste knokkels wanneer ze lopen. Dit doen ze ter bescherming van hun klauwen, die bij het lopen opgevouwen zitten onder hun handpalmen. Miereneters lopen in een relatief langzame, schuifelende gang, waarin ze het grootste deel van hun gewicht op de zijkanten van hun voorvoeten dragen. Een miereneter kan echter wel op snelheid komen door te rennen, wanneer dit nodig is. Ze doen dit in een soort galop. Miereneters zijn ook zeer goede zwemmers.
Wanneer miereneters zich bedreigd voelen of bang zijn, zullen ze proberen weg te rennen. Als dat niet mogelijk is, stellen ze zich op in een tweevoetige houding, door deels hun grote staarten te gebruiken. In deze positie kan een miereneter zich verdedigen met zijn grote klauwen en sterke voorpoten. Deze klauwen zijn zeer krachtig en kunnen de huid van roofdieren, inclusief de mens, evenals hun grootste vijanden, jaguars en poema's, openrijten.
Miereneters maken zelden geluiden. Als ze dat doen, is het meestal als ze jong zijn. Het geluid is een hoog, schel, grunt-achtig geluid. Een baby die van de rug van zijn moeder is gevallen zal dit geluid maken naar zijn moeder, om haar te laten weten dat hij van haar rug is gevallen of om gewoon te laten horen waar hij is of haar aandacht te vragen.

## Uiterlijk

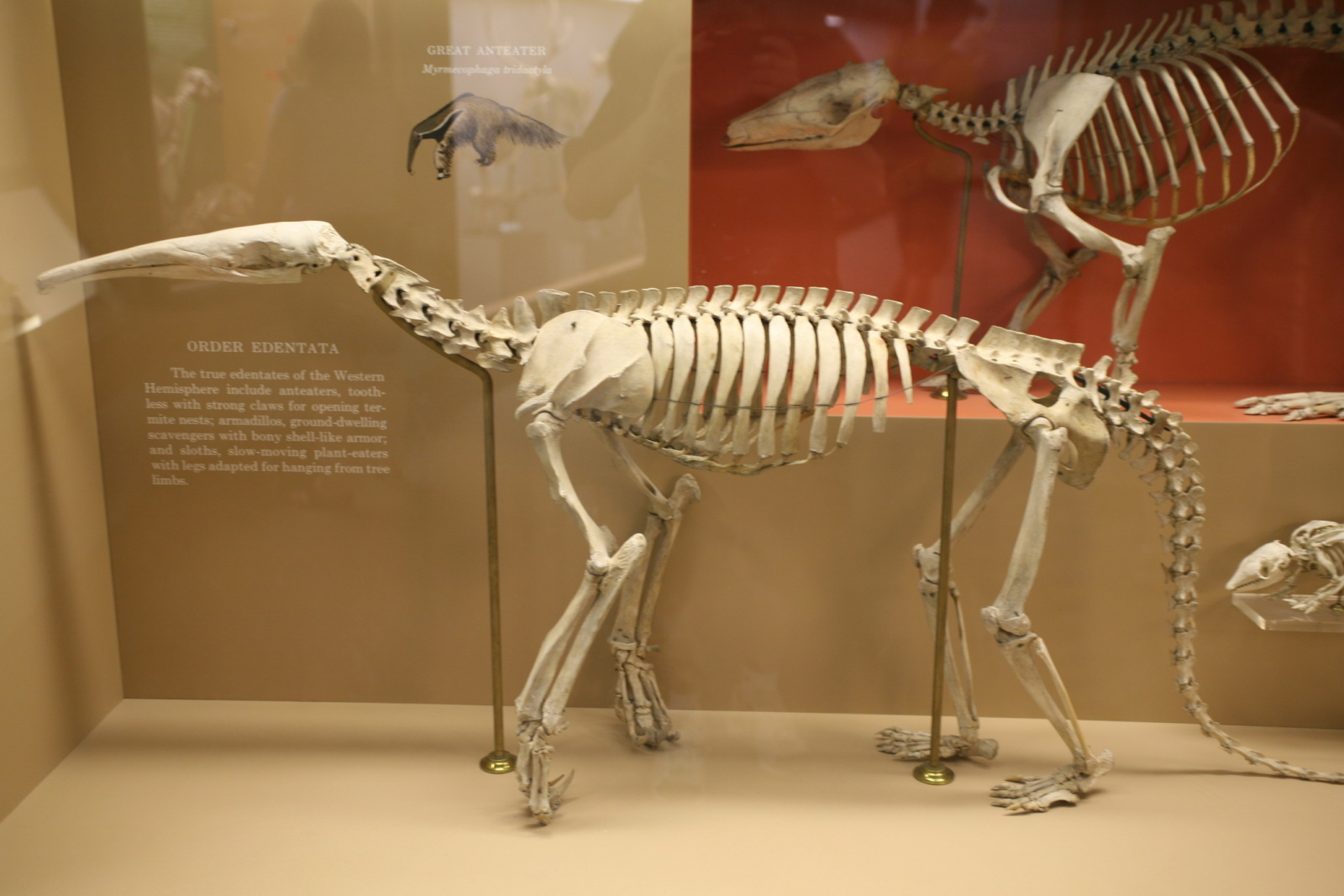
Het skelet van een miereneter.

Het lichaam van een miereneter heeft een groot aantal unieke kenmerken. De miereneter is verreweg een van de vreemdst uitziende dieren die door de bossen en savannes van Midden- en Zuid-Amerika zwerven. Volwassen reuzenmiereneters worden tussen de 1,80 en 2,20 meter lang en wegen 33 tot 41 kilogram. Hun lichamen hebben een romp van 90 tot 120 cm en een pluimstaart van dezelfde lengte. Het haar is lang, recht en grof, behalve bij een jonge miereneter. De pluimstaart is bijzonder grof, zelfs stroachtig, en is meestal donkerder van kleur dan de rest van het lichaam.
De kleuring van de miereneter varieert nogal, hoewel dezelfde algemene patronen te zien zijn in de verschillende soorten. De belangrijkste verschillen binnen de soorten liggen in de haarkleur - sommige individuen zijn meestal bruin, terwijl anderen meestal grijs zijn. Bij alle reuzenmiereneters gaat er een grote zwarte streep over het lichaam van onder de snuit uit tot ongeveer halverwege de romp. Deze zwarte streep wordt omgeven door een dunne lijn van een witte kleur, ook wel lichtgrijs of lichtbruin, die ook de voorpoten bedekt. Helemaal onder aan de voorpoten kan men ook meestal een zwarte ring vinden. Het gevarieerde kleurenpatroon van de miereneter draagt bij aan de camouflage van het dier, met name in beboste gebieden. 

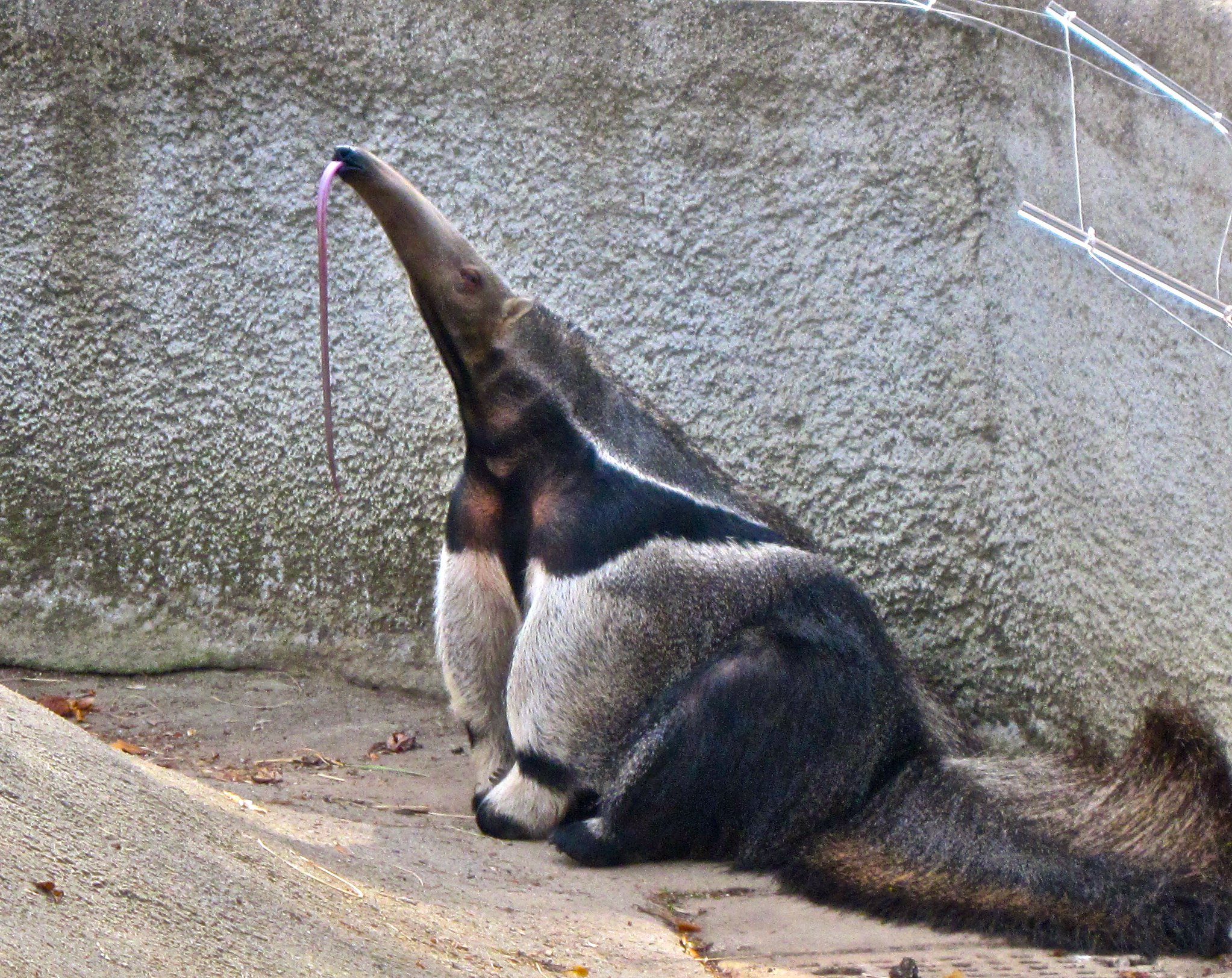
De tong van een miereneter kan tot wel 2 meter lang worden.

De kop van een miereneter is lang en buisvormig, eindigend in een kleine zwarte mond en tevens neus. Vergeleken met de hersenen van de miereneter (die vrij klein zijn ten opzichte van de lichaamsgrootte), is de schedel, die zich uitstrekt tot een lengte van ongeveer 45 centimeter, bijzonder groot. De miereneter heeft ook kleine ogen en kleine ronde oren boven op het hoofd. Het wordt algemeen erkend dat miereneters een slecht gezichtsvermogen hebben, maar een scherpe reukzin. In feite is de reukzin ongeveer 40 maal sterker dan die van mensen. De meningen over het gehoor van de miereneter zijn verdeeld - sommige wetenschappers zeggen dat het bijzonder goed is, terwijl anderen geloven dat het niet goed ontwikkeld is.
De miereneter heeft in zijn kop een tong van wel 60 cm lang, die uiterst belangrijk is voor de miereneter. Hiermee eet hij insecten en termieten. Deze dunne tong is bedekt met kleverig speeksel, dat wordt afgescheiden door grote klieren in de hals, en met microscopische uitsteeksels die bijdragen aan het verteren van het voedsel. Miereneters hebben geen tanden. Hoewel recente studies suggereren dat zij hun kaken buigen om op hun voedsel te kauwen, maken zij ook gebruik van krachtige buikspieren om de mieren en termieten te verteren.
De miereneter heeft vier tenen aan elke voorpoot, die sterk verschillen in grootte. De binnenste teen is niet echt zichtbaar - het is meer een kleine bult. Twee andere voortenen zijn erg groot en hebben sterke klauwen, terwijl de derde, die ook sterke klauwen heeft, twee keer zo lang is als de andere tenen. De voorklauwen van de miereneter zijn lang en krachtig, aangezien ze ontworpen zijn om mieren- en termietenheuvels open te maken en om een miereneter te beschermen tegen roofdieren. Deze klauwen zitten opgevouwen in de palm wanneer ze niet gebruikt worden. De achterpoten hebben ook klauwen, hoewel deze klauwen veel kleiner zijn dan de formidabele voorklauwen.

## Ontwikkeling
De oudste zekere miereneter is Protamandua uit het Vroeg-Mioceen. Dit dier leek sterk op de hedendaagse soorten. De indeling van Eurotamandua, bekend van een volledig intact skelet van circa 90 cm uit Grube Messel van 49 miljoen jaar oud, als miereneter is controversieel. De tubulaire tandloze schedel en de robuuste poten met lange klauwen lijken sterk op die van de hedendaagse tamandoea’s. Het skelet heeft diverse andere kenmerken van de Xenarthra, maar de naamgevende wervelgewrichten van de groep ontbreken bij Eurotamandua. Door compressie van het skelet in de olieschaal, iets wat bij veel andere skeletten uit Messel niet is opgetreden, zijn diverse kritieke details niet beoordeelbaar. Het skelet van Eurotamandua heeft ook overeenkomsten met die van palaeanodonten en het primitieve schubdier Eomanis uit Messel en mogelijk is Eurotamandua nauwer verwant aan deze groepen.

## Andere miereneters

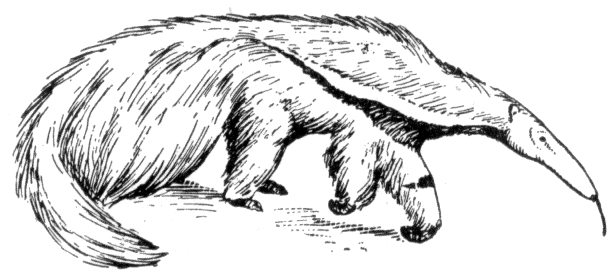
Geïllustreerde miereneter uit het Webster's Dictionary uit 1911

Naast deze "echte" miereneters zijn er andere diersoorten die zich hebben gespecialiseerd in hetzelfde voedselaanbod; zie ook formicivoor.